# 田中三浪
田中 三浪（たなか さぶろう、1987年8月20日 - ）は、日本のフリーのお笑い芸人。兵庫県出身。

## 略歴
1987年8月20日に兵庫県神戸市で生まれる。
2000年、神戸市立櫨谷中学校に入学。2004年、兵庫県立須磨東高等学校に入学。
高校卒業後は、空白の3年間を経て、2009年、立教大学現代心理学部に入学。2012年に中退。その後、ワタナベコメディスクールのお笑い芸人専攻に入学。
在学中に相方の田中ヤマネコと出会い、2012年10月にコンビ「金雀」を結成。その後、2015年～2018年と毎年M-1グランプリに出場する。
その後、2019年9月末をもって「金雀」を解散と同時にワタナベエンターテインメントを退所。
その後はフリーのピン芸人として都内を中心として活動中。
2024年には文化人類学者の奥野克巳のフィールドワークに同行し、マレーシアのプナンを訪問。

## 人物
お笑い芸人ながら歌い手としても活躍。第1回人形町歌うま!選手権ファイナリストである。
元漫才師の岩野達範と二人でSpotifyで「世田谷公園でコーヒー片手に5時間」というラジオ番組をしている。
2010年、立教大学お笑いNo.1決定戦にて優勝。

## ラジオ番組
- KOKO→DOKO!?（2016年8月22日、Kiss FM KOBE）[6]